# Trichoniscus aenariensis
Trichoniscus aenariensis är en kräftdjursart som beskrevs av Karl Wilhelm Verhoeff 1941C. Trichoniscus aenariensis ingår i släktet Trichoniscus och familjen Trichoniscidae. Inga underarter finns listade i Catalogue of Life.